# Johann Waldbach
Johann Waldbach (* 29. Februar 1920 in Reinschdorf, Kreis Cosel (Oberschlesien); † 17. Juni 1953 in Magdeburg) war Mitarbeiter des Ministeriums für Staatssicherheit der DDR. Er wurde beim Volksaufstand vom 17. Juni 1953 getötet.

## Leben
Waldbach besuchte zunächst eine Volksschule und absolvierte danach eine Lehre in einem kaufmännischen Beruf.
1939 wurde er zur Wehrmacht eingezogen. Während des Zweiten Weltkriegs geriet er 1944 in sowjetische Kriegsgefangenschaft. In der Zeit wandte er sich dem Marxismus-Leninismus zu. Am 17. November 1949 wurde er aus der Gefangenschaft entlassen. Er wurde Mitglied der SED und trat in den Dienst des Ministeriums für Staatssicherheit der DDR (MfS). Ab August 1952 war er als Wachschichtleiter im Wach- und Sicherheitsdienst der Bezirksverwaltung Magdeburg des MfS tätig. Waldbach war verheiratet, hatte einen Sohn und eine Tochter, die erst nach seinem Tod zur Welt kam.

## 17. Juni 1953
Am 17. Juni 1953 brach in der DDR ein Volksaufstand gegen die SED-geführte Regierung aus. Waldbach war zu diesem Zeitpunkt als Oberfeldwebel in der Haftanstalt Sudenburg in Magdeburg eingesetzt. Vor der Haftanstalt versuchten einige Demonstranten, politische Häftlinge aus der Haftanstalt zu befreien. Die Wachtürme wurden gestürmt und die Wachen entwaffnet. Demonstranten, Volkspolizisten und MfS-Mitarbeiter führten auf dem Gelände der Haftanstalt einen Schusswechsel. Dabei wurde Waldbach durch einen Kopfschuss getötet. Der Schütze blieb unbekannt.
Die Bezirksbehörde der Deutschen Volkspolizei (BDVP) meldete in einem Fernschreiben am 18. Juni 1953:

„An einem ca. 40 Meter neben dem Haupttor gelegenen kleineren Tor versuchten ebenfalls die Demonstranten in die Haftanstalt einzudringen. Hierbei schoss einer der Provokateure mit einem Karabiner durch eine Lücke im Tor, die durch die Gewaltanwendung entstanden war, einen dahinterstehenden Angehörigen des MfS nieder.“

In einem Bericht der Volkspolizei wird mitgeteilt:

„Der Genosse vom MfS schaute (durch) den Spion an der Tür, worauf dann von den Provokateuren ein wohlgezielter Schuss den Genossen durch Kopfschuss traf.“

Im Bericht der BDVP vom 24. Juni 1953 wurde geschildert:

„Der Oberfeldwebel Hans Waldbach vom MfS (…) versuchte durch Warnschüsse das Eindringen zu verhindern. In dem Augenblick, als er durch einen schmalen Spalt der Tür schießen wollte, wurde er von einem Provokateur durch einen Karabinerschuss in den Kopf erschossen.“

Mit Wirkung ab 1. Juni 1953 wurde Waldbach postum zum Unterleutnant befördert.

## Ehrungen
Auf einen Antrag der Staatssicherheit beschloss der Stadtrat der Stadt Magdeburg am 23. Juni 1954 die Umbenennung der Schäfferstraße in Hans-Waldbach-Straße. Die Umbenennung wurde am 1. Juli 1954, dem Tag der Volkspolizei, vollzogen. Zeitgleich wurden die ebenfalls am 17. Juni 1953 getöteten Volkspolizisten Georg Gaidzik und Gerhard Händler in gleicher Weise geehrt. Nach dem Ende der DDR wurde die Straße in Schäfferstraße rückbenannt.
Die Staatssicherheit hatte ab 1983 in der Untersuchungshaftanstalt am Moritzplatz in Magdeburg eine Hans-Waldbach-Gedenkecke eingerichtet. Intern fand ein Wettbewerb um das beste Kollektiv statt. Halbjährlich wurde ein Hans-Waldbach-Wanderwimpel für „Sehr gute Leistungen im Sicherungs- und Kontrolldienst“ vergeben.